# Crataegus persimilis
Crataegus persimilis är en rosväxtart som beskrevs av Charles Sprague Sargent. Crataegus persimilis ingår i Hagtornssläktet som ingår i familjen rosväxter. Inga underarter finns listade i Catalogue of Life.